# L'Indiscret (émission de télévision)
L'Indiscret est une émission de télévision belge, présenté par Thomas Gadisseux et diffusé par la RTBF après l'émission Mise au point.

## Synopsis
Le but de l'émission est de mettre une personnalité connue (politiciens ou autres) dans un fauteuil avec le présentateur qui lui posera des questions plus ou moins gênantes.

## Diffusion
Tous les dimanches vers midi (durant l'année scolaire) sur la chaîne de télévision RTBF.